# 開成丸
開成丸は仙台藩の洋式帆船、軍艦。
「開成丸」は2檣スクーナーで、水線長9丈、甲板長11丈、甲板最大幅2丈5尺であった。
仙台藩主伊達慶邦は安政2年4月に藩校である養賢堂の学頭大槻習斎らを大銃及び軍艦製造係に任命し、大槻の指揮の元で養賢堂が中心となって「開成丸」は建造された。安政2年冬に大槻によって派遣された養賢堂兵学主任小野寺鳳谷と船大工2名は君沢形の建造や「鳳凰丸」、「旭日丸」を視察し、また長崎で造船関係の技術などを学んだ三浦乾也と出会った。安政3年1月18日、造艦命令が出され、仙台に招聘された三浦が総棟梁に任命された。造船場は寒風沢島に設けられ、8月26日に起工式を実施。安政4年6月28日に進水して「開成丸」と命名され、同年11月に完成した。
「開成丸」は少なくとも4から6回江戸への航海を行った。1回目の航海では江戸への輸送許可を得た養賢堂の学田米を積み、安政6年2月21日に石浜沖より出帆して約1週間後に江戸に到着した。出航前には、御物置御備米を積むための武器撤去の指示に対し大槻習斎が反対するということがあった。結局どうなったのかは不明である。
2回目の航海では安政6年11月末から12月初めに江戸へ向けて出航し、翌年1月から2月に仙台に戻った。
3回目の航海は万延元年夏で、仙台に戻る際に犬吠埼沖で損傷した。
4回目の航海の際には、塩田の被災により不足していた塩の調達を行った。「開成丸」は万延元年12月6日に江戸へ向け出発したが、途中悪天候で流され、12月12日に下田に寄港。それから浦賀へ移動し、そこで米を降ろして塩を積んだ。その後「開成丸」は江戸へ向かい、万延2年3月7日に寒風沢に帰還した。
「開成丸」は文久年間に失われたとされる。養賢堂指南役であった岡鹿門の『在臆話記』には「開成丸」が座礁し損壊したといった話が書かれている。